# Виселки (Україна)
Ви́селки — селище Амвросіївської міської громади Донецького району Донецької області, Україна.

## Географія
Відстань до райцентру становить близько 93 км і проходить автошляхом Т 0507. За пів кілометра від села розташований пункт пропуску на кордоні з Росією Успенка-Матвієв Курган.
Землі села межують із територією Матвієво-Курганського району Ростовської області Росії.
Унаслідок російської військової агресії із серпня 2014 р. Виселки перебувають на тимчасово окупованій території.

## Російсько-український кордон
Через селище проходить державний кордон. Нердіко буває, що людина має хату на території Росії, а город біля цієї хати на території України.

## Населення
За даними перепису 2001 року населення селища становило 75 осіб, із них 62,67 % зазначили рідною мову українську та 37,33 % — російську.